# Luciana Camargo
Luciana Camargo (São Paulo, 1971) é uma jornalista e apresentadora brasileira que atuou na maioria dos grandes canais da televisão aberta brasileira, como TV Cultura, Gazeta e Rede Globo. Duas vezes indicada ao Troféu Raça Negra como «melhor jornalista feminino», a última delas em 2011.
É a atual correspondente da RecordTV em Nova Iorque.

## Carreira

### Jornalismo televisivo
Formou-se em jornalismo pela Universidade Metodista, foi contratada de 2006 a 2011 pela TV Gazeta, Luciana comandava a edição vespertina do Gazeta News e também apresentava a previsão do tempo e eventualmente co-apresentava o Jornal da Gazeta, junto com Maria Lydia Flandoli. Antes de entrar para a Gazeta, a jornalista foi apresentadora do canal de notícias BandNews TV, entre 2002 e 2006, e também passou pela extinta Rede Mulher, onde apresentou em 1999 junto com Renata Vianello o programa Nova Mulher. Oito meses depois deste último, ela já era convidada para apresentar o Matéria Pública, na TV Cultura, junto com Alan Severiano.
Em 2012, a jornalista foi contratada pela Globo São Paulo, na qual faz reportagens para o SPTV, um dos programas jornalísticos da emissora. Dois anos depois, em outubro de 2014, a jornalista é contratada pela RedeTV! para comandar a previsão do tempo do telejornal RedeTV! News. A emissora comunicou também o desejo de aproveitar o talento da jornalista em outras atividades, como ir às ruas para produzir reportagens especiais e apresentar, eventualmente, o boletim 90 Segundos. Em 16 de agosto, Luciana deixa a bancada do jornal para ser correspondente da RedeTV! em Nova York,onde ficou até novembro de 2019. 
Em setembro de 2020, foi contratada pela RecordTV e assumiu o posto de correspondente da emissora em Nova York, de onde passou a fazer reportagens para o Jornal da Record.  

### Radialismo
Prestigiada locutora de produtos e comerciais, para empresas como Tim, Elevadores Atlas e NET, Luciana iniciou sua carreira na NovaBrasil FM, como radialista. Também foi locutora da Rádio Alpha-FM.

## Cronologia

### Televisão
| Ano           | Título           | Cargo          | Emissora    |
| ------------- | ---------------- | -------------- | ----------- |
| 1999          | Nova Mulher      | Apresentadora  | Rede Mulher |
| 2000-2002     | Matéria Pública  | Apresentadora  | TV Cultura  |
| 2002-2005     | Jornal BandNews  | Apresentadora  | BandNews TV |
| 2006-2011     | Gazeta News      | Apresentadora  | TV Gazeta   |
| 2012-2014     | Antena Paulista  | Repórter       | TV Globo    |
| 2014-2020     | RedeTV! News     | Apresentadora  | RedeTV!     |
| 2018-2020     | RedeTV! News     | Correspondente | RedeTV!     |
| 2020-presente | Jornal da Record | Correspondente | Record      |

### Rádio
| Ano  | Emissora      | Cargo      |
| ---- | ------------- | ---------- |
| 1991 | NovaBrasil FM | Radialista |
| ???? | Alpha FM      | Radialista |